# Svetlana Kolesnitjenko
Svetlana Konstantinovna Kolesnitjenko (ryska: Светлана Константиновна Колесниченко), född 20 september 1993 i Gattjina, är en rysk konstsimmare.

## Karriär
Kolesnitjenko ingick i det ryska lag som vann guld i lagtävlingen vid olympiska sommarspelen 2016. Hon vann sitt första individuella mästerskapsguld vid VM 2017. I augusti 2021 vid OS i Tokyo tog Kolesnitjenko återigen guld i lagtävlingen i konstsim tävlande för ryska olympiska kommitténs lag. Hon tog även guld i duett tillsammans med Svetlana Romasjina.